# Edgbaston Waterworks
Edgbaston Waterworks (també coneguda com a Edgbaston Pumping Station, Estació de bombeig d'Edgbaston; referència SP0455386465) és un edifici situat a l'est de l'Edgbaston Reservoir, dues milles a l'oest del centre de Birmingham, a Anglaterra. El complex va ser dissenyat per John Henry Chamberlain i William Martin al voltant del 1870. L'edifici on s'hi troba la maquinària, la sala de calderes i la xemeneia estan categoritzats com edificis de Grau II.
S'ha suggerit, però no provat del tot, que les torres de Perrott's Folly i Edgbaston Waterworks podrien haver influenciat les referències a les dues torres a les obres de J. R. R. Tolkien, el qual va viure a la zona quan era petit.